# بیان بن سمعان
بیان بن سمعان تمیمی نهدی متوفی سال ۱۱۹ ه.ق، یکی از سران کیسانیه است که فرقه بیانیه به وی منسوب می باشد. وی در کوفه می زیسته و از القاب وی تبان است. وی ابتدا از کیسانیه بود اما بعدها با ادعاهایی چون نبوت و امامت، گروهی را نزد خویش جمع نمود. در نهایت وی به دست حاکم کوفه دستگیر و اعدام گردید. پیروان وی به این مطلب باور داشتند که امامت از محمد بن حنفیه به فرزند ابوهاشم و از او به بیان بن سمعان منتقل شده است. اما بیان بن سمعان پس از مرگ ابوهاشم به امامت اکتفا نکرد و ادعای نبوت کرد. بیان را نخستین کس می دانند که نظریه خلق قرآن را مطرح کرد و به آن باور داشت.
بیان بن سمعان را از غالیانی می دانند که به نوشته شهرستانی و نوبختی از محمد باقر درخواست کرده بود او را به عنوان امام و پیامبر به رسمیت بشناسد اما باقر از او تبری جسته بود.